# Atlanta (Indiana)
Atlanta è un comune degli Stati Uniti d'America, situato nello Stato dell'Indiana, nella contea di Hamilton.